# Carbuss
A Carbuss Indústria Catarinense de Carrocerias Ltda., é uma fabricante brasileira de carrocerias de ônibus, com sede no município de Joinville, estado de Santa Catarina. Seus produtos levam a marca Busscar, pois a constituição da empresa se deu pela arrematação, em leilão judicial, do parque fabril e direitos de uso da marca da massa falida do extinto Grupo Busscar, por sócios da encarroçadora CAIO Induscar.
O nome escolhido é a inversão do acrônimo que denominava sua predecessora.

## História
Em 12 de junho de 2017, os arrematantes assumiram oficialmente a fábrica e anunciaram a contratação de trabalhadores para a linha de produção. Foi noticiado inicialmente um investimento de cem milhões de reais para a reativação do parque fabril.
No dia 2 de maio de 2018 teve início a produção de carrocerias e em 4 de junho de 2018 foi divulgada oficialmente sua nova linha de produtos, com encomendas de empresas de  transporte de passageiros, incluindo clientes de sua antecessora. Inicialmente foram montados os modelos Vissta Buss 340, Vissta Buss 360 e o Vissta Buss DD (Double Decker). Posteriormente foi lançado o Vissta Buss 400 e o El Buss 320.

## Modelos
Os projetos foram remodelados, com nova dianteira e traseira, detalhes na área da cabine, saliência no teto, caixas de roda e grades do motor redesenhadas.
- Vissta Buss - Destinado a linhas rodoviárias de médias e longas distâncias. Incorpora os elementos de projeto e design das linhas anteriores da Busscar.[7]
  - Vissta Buss 340
  - Vissta Buss 360
  - Vissta Buss 400
  - Vissta Buss DD
- El Buss – Destinado ao mercado de fretamento e médias e curtas distâncias.
  - El Buss FT
  - El Buss 320
  - El Buss 320L
  - El Buss 340

Em 2023, a Busscar lançou a linha de ônibus conhecida como NB1, nos modelos Vissta Buss, com novos desenho e opções de acabamentos. Em 2024 a linha recebeu o modelo Panorâmico DD double decker.
•  Vissta Buss 365
•  Vissta Buss 345
• Panorâmico DD